# Guy Maddin
Guy Maddin (Winnipeg, 28 febbraio 1956) è uno sceneggiatore e regista canadese.

## Biografia
Il regista canadese è un autodidatta, non avendo mai frequentato una scuola di cinema, ma fin da giovane si è interessato di film insieme a due amici, John Paizs e Steve Snyder, il primo divenuto a sua volta film-maker, il secondo professore all'Università di Manitoba.
Il primo film di Maddin è stato il cortometraggio The Dead Father, nel 1986. Il suo primo lungometraggio, Tales from the Gimli Hospital è invece del 1988. Nel semestre autunnale del 2007 Maddin ha insegnato cinema presso l'Università di Manitoba. Nello stesso anno è stato nominato curatore dell'archivio cinematografico dell'UCLA.
Guy Maddin nel 2024, insieme a Evan Johnson e Galen Johnson, realizza Rumours, un film sulla politica internazionale che ha per protagonisti i capi di stato del G7, rappresentati verosimilmente, ma come personaggi di fantasia. Lo stile e l'atmosfera, scrive Hervé Aubron su Cahiers du cinéma, evocano il Buñuel del Fascino discreto della borghesia e gli zombi di George A. Romero.

## Stile
Maddin ha diretto numerosi film e cortometraggi. Nel film Dracula: Pages from a Virgin's Diary il suo tratto distintivo più evidente è l’abilità nel ricreare l’aspetto e lo stile delle pellicole del muto o dei primi anni del sonoro, mescolandolo con una sensibilità post-moderna.
In Careful Maddin si sforza di riprodurre atmosfere e recitazioni simili a quelle dei film muti tedeschi degli anni venti o del cinema di propaganda sovietico, in The green fog il suo stile si concentra su trame bizzarre e dense di senso dell’umorismo, con largo uso di cliché freudiani e allusioni psicosessuali.

## Filmografia

### Lungometraggi
- Archangel  (1990)
- Careful  (1992)
- Dracula: Pages from a Virgin's Diary (2002)
- My Winnipeg (2007)
- The green fog, con Evan e Galen Johnson (2017)
- Rumours , con Evan e Galen Johnson (2024)

### Cortometraggi
- The Dead Father (1985)
- My dad is 100 years old (2006)
- The Rabbit Hunters, con Evan e Galen Johnson (2020)

## Riconoscimenti
- 2001 – San Francisco International Film Festival
  - Golden Gate Award a The Heart of the World
- 2002 – Sitges - Festival internazionale del cinema fantastico della Catalogna
  - Miglior film a Dracula: Pages from a Virgin's Diary
- 2007 – Toronto International Film Festival
  - Miglior film canadese a My Winnipeg
- 2011 – Festival international du court métrage de Clermont-Ferrand
  - Grand Prix Compétition labo a Night Mayor